# Selin Telci
Selin Telci (19 settembre 2007) è una nuotatrice artistica turca.

## Palmarès
- Giochi europei

Cracovia 2023: bronzo nel programma libero combinato

## Biografia
Selin Telci esordisce nelle gare internazionali nel 2022, partecipando alla tappa di Parigi delle World Series di nuoto artistico, terminando la gara nel duo singolo in 16ª posizione. Lo stesso anno, prende parte ai mondiali di Budapest nella gara a squadre e nel suo. Agli europei dello stesso anno, a Roma, prese parte solamente nella gara a squadra e nel duo, classificandosi nona nella gara a squadre programma tecnico
Nel 2023 partecipa con la squadra turca ai Giochi europei, riuscendo a vincere la medaglia di bronzo nel programma libero combinato, salendo per la prima volta su un podio internazionale.